# Sassy Soul Strut
Sassy Soul Strut è un album di Lou Donaldson, pubblicato dalla Blue Note Records nel 1973. Il disco fu registrato al Generation Sound Studios di New York.

## Tracce
Lato A
1. Sanford and Son Theme – 7:00 (Quincy Jones) – Registrato il 17 aprile 1973
2. Pillow Talk – 4:52 (Michael Burton, Sylvia Robinson) – Registrato il 18 aprile 1973
3. Sassy Soul Strut – 5:00 (Horace Ott) – Registrato il 18 aprile 1973
4. Good Morning Heartache – 2:32 (Ervin Drake, Irene Higgenbotham, Dan Fisher) – Registrato il 18 aprile 1973

Lato B
1. City, Country, City – 9:10 (Lou Donaldson) – Registrato il 18 aprile 1973
2. This Is Happiness – 5:19 (Tadd Dameron) – Registrato il 17 aprile 1973
3. Inner Space – 6:58 (Lou Donaldson) – Registrato il 17 aprile 1973

## Musicisti
Lou Donaldson Orchestra
- Lou Donaldson - sassofono alto elettrico, sassofono alto
- Thad Jones - tromba
- Seldon Powell - sassofono tenore, flauto
- Garnett Brown - trombone
- Buddy Lucas - armonica
- Paul Griffin - pianoforte, pianoforte elettrico
- Horace Ott - pianoforte elettrico, arrangiamenti, conduttore musicale
- Hugh McCracken - chitarra elettrica
- David Spinozza - chitarra elettrica
- John Tropea - chitarra elettrica
- Wilbur Bascomb Jr. - basso elettrico
- Bernard Purdie - batteria
- Omar Clay - percussioni
- Jack Jennings - percussioni